# إدوارد ليندن
إدوارد ليندن (بالإنجليزية: Edward Linden)‏ هو مصور سينمائي أمريكي، ولد في 26 أغسطس 1888 في ليك جنيف في الولايات المتحدة، وتوفي في 15 نوفمبر 1956 في لوس أنجلوس في الولايات المتحدة.

## وصلات خارجية
- إدوارد ليندن على موقع IMDb (الإنجليزية)
- إدوارد ليندن على موقع ألو سيني (الفرنسية)
- إدوارد ليندن على موقع قاعدة بيانات الأفلام السويدية (السويدية)
- إدوارد ليندن على موقع قاعدة بيانات الفيلم (الإنجليزية)
- إدوارد ليندن على موقع كينوبويسك (الروسية)